# Tipula (Vestiplex) xanthocephala
Tipula (Vestiplex) xanthocephala is een tweevleugelige uit de familie langpootmuggen (Tipulidae). De soort komt voor in het Palearctisch gebied.